# Arvid Wester (1861–1910)
Arvid Magnus Theodor Evald Wester, född den 20 augusti 1861 på kaptensbostället Liden, Säters socken, Skaraborgs län, död den 6 april 1910 i Falun, var en svensk militär. Han var avlägsen släkting till Arvid Wester (1856–1914).
Wester blev underlöjtnant 1882 i Wendes artilleriregemente, 1883 i Västgöta-Dals regemente, kapten vid generalstaben 1901, major där 1904 och vid Värmlands regemente 1905, överstelöjtnant i armén 1908 och vid Dalregementet 1909. Med understöd av statsmedel tjänstgjorde han 1895–1896 i franska armén och deltog i 19:e armékårens manövrer i Tunisien och Algeriet. Hösten 1908 och följande vinter vistades han i Tyskland och Frankrike för att studera kulsprutevapnet.
Dels som tidningskorrespondent, dels som militärattaché och attacherad officer fanns han på plats under flera krig, huvudsakligen utanför Europa. Sålunda följde han, i förstnämnda egenskap, 1897 grekiska armén under fälttåget i Tessalien och bevistade därunder ett flertal fältslag och strider, bland annat slaget vid Farsalos (5 maj), där han fick tillfälle att utmärka sig. Vid spansk-amerikanska krigets utbrott (1898) anställdes han som militärattaché vid amerikanska armén, deltog i fälttåget på Kuba (22 juni–11 juli) och bevistade bland annat slagen vid El Caney och Santiago. 
Under det stora boerkriget följde han först som tidningskorrespondent (till Midland News och The Times) och sedan som attacherad officer vid general Frenchs stab engelska armén från början av december 1899 till slutet av juni 1900 samt bevistade därunder ett 40-tal fältslag och strider, bland annat slaget vid Magersfontein, striden vid Kuilfontein (23 februari 1900 under operationerna kring Colesberg), där han med egen livsfara räddade en sårad underofficer från att falla i boernas händer – för vilken behjärtade handling han rönte erkännande – slaget vid Poplar Grove, Bloemfonteins intagande, striden vid Koorn Spruit (där en engelsk kolonn föll i bakhåll), slaget vid Zandriver och Pretorias intagande. 
Under tiden januari-april 1907 vistades han för etnografiska studier i Marocko och fick därunder tillfälle att följa sultanens armé under operationerna mot Rais-uli. Sina erfarenheter från krigen i fråga skildrade han talangfullt och väl – även ur ren militär synpunkt – i Fälttågsminnen från Thessalien (1898), Santiagofälttåget 1898 (1901) och Krigserfarenheter från Boerkriget (1902). Hans 1907 utgivna broschyr Stockholms värnande i krigstid gav anledning till ett livligt meningsutbyte. År 1907 blev han ledamot av Krigsvetenskapsakademien. Wester blev riddare av Svärdsorden 1903.